# Telefónica Global Solutions
Telefónica Global Solutions (anteriormente TIWS - Telefónica International Wholesale Services) es la división de la empresa española Telefónica encargada de suministrar servicios Mayoristas de Voz, Datos, Imagen a operadores de voz fijos, móviles, ISPs y proveedores de contenido, tanto del Grupo Telefónica como de operadores regionales y locales.